# Glucagon
Glucagonul este cel de-al doilea hormon pancreatic implicat în reglarea echilibrului glicemic, alături de insulină. Glucagonul prezintă efect hiperglicemiant. Acesta este secretat de celulele alfa ale insulelor Langerhans. Pancreasul secretă glucagon atunci când nivelul glicemiei scade prea mult. Glucagonul stimulează ficatul să transforme rezervele sale de glicogen în glucoză, care este imediat eliberată în sânge (glicogenoliza). Glucagonul și insulina fac parte dintr-un sistem feedback ce menține glicemia la un nivel acceptabil.
Glucagonul este un polipeptid (non-steroid), alcătuit din 29 de resturi de aminoacizi.
Creșterea secreției de glucagon este cauzată de:
- scăderea glicemiei,
- creșterea nivelului catecolaminelor,
- creșterea nivelului de aminoacizi în sânge,
- colecistokinină, acetilcolină,
- stimulare simpatică.

Scăderea secreției de glucagon este datorată:
- insulină,
- somatostatin,
- stimularea vagală, ce inhibă secreția de glucagon,
- nivel crescut de acizi grași și cetoacizi în sânge,
- producție crescută de uree.

## Acțiune
Glucagonul are 2 acțiuni metabolice principale opuse celor ale insulinei, acționând în sens gluconeogenetic (sinteza de glucoză din aminoacizi și acizi grași) și glicogenolitic (transformarea glicogenului în glucoza, prin intermediarul glucoza-1-fosfat). Glucagonul de asemenea regulează rata gluconeogenezei prin influențarea lipolizei.

### Mecanism de acțiune
Glucagonul se leagă de un receptor propriu, parte a familiei receptorilor cuplați cu proteina G, situat în membrană. Atașarea glucagonului la receptor determină clivarea subunității alfa de subunitatea beta-gamma. Subunitatea alfa activează adenilat ciclaza, care, la rândul ei, produce cAMP, care activează, la randul ei, protein-kinaza AMPc-dependentă, care activează fosforilaz-kinaza, care activează la rândul ei glicogen-fosforilaza, responsabilă de formarea glucoza-1-fosfat din glicogen.